# David Domingo i Santamaría
David Domingo i Santamaría (Tarragona, 1976) és professor a la Université Libre de Bruxelles des de 2012. Anteriorment va treballar per la Universitat Rovira i Virgili, i al Postgrau de Periodisme Digital de la Universitat Oberta de Catalunya.
Ha deixat constància de l'evolució d'Internet en l'Informe de la Comunicació a Catalunya, produït cada dos anys des de 2000 per l'Institut de la Comunicació de la Universitat Autònoma de Barcelona. Es tracta d'un recull d'estadístiques i una anàlisi de tendències disponible en obert. En la seva recerca ha dedicat especial atenció als mitjans digitals locals a Catalunya, i va fer un primer cens de 475 webs informatives que va publicar el Col·legi de Periodistes el 2004. Aquest cens va ajudar a alimentar la secció de mitjans en català de l'Open Directory Project. També ha investigat les rutines de treball dels periodistes digitals catalans i com les redaccions han gestionat els processos d’innovació.